# فانجيليس
إفانجيليس أوديسياس باباثـناسيو (باليونانية: Ευάγγελος Οδυσσέας Παπαθανασίου، ولد في فولوس اليونان في 29 مارس 1943م وتوفي في 17 مايو 2022) ويعرف فنيا باسم فانجليس باباثناسيو (باليونانية: Βαγγέλης Παπαθανασίου)‏ أو فانجليس اختصارا، هو ملحن وموسيقي يوناني ذو صيت عالمي في مجال موسيقى العصر الجديد والموسيقى الإلكترونية. أشهر ما عُرف به هو تلحينه لموسيقى فيلم عربات النار (1981 م) الذي حائز به على جائزة الأوسكار، وكذلك فلميه بليد رانر و1492: فتح الجنة.
بدأ فانجيليس التلحين الموسيقي في سن الرابعة، وهو موسيقار ذاتي التعلم، رفض أخذ دروس البيانو التقليدية، وطوال حياته لم يأخذ أي دروس في قراءة وكتابة النوتات الموسيقية. في بداية حياته درس فانجيليس الرسم بمعهد الفنون الجميلة بأثينا، بعد ذلك في بداية الستينيات أسس مع مجموعة من الشباب فرقة موسيقية تسم «فورمنكس» وأصبحت مشهورة فيما بعد في اليونان، انفصلت الفرقة سنة 1966 م في أوج نجاحها.
تابع فانجيليس حياته كمؤلف موسيقي لعدة فناني يونانيين لمدة سنتين، أسس بعدها فرقة موسيقية سميت «طفل أفرودايت»، ونجحت الفرقة نسبيا قبل أن تحل سنة 1971 بعد تسجيل ألبومهم الثالث الذي كان بعنوان «666».
اشترك فانجيليس في عدة مشاريع أخرى خلال وجوده بفرقة «طفل أفرودايت»، المشاريع التي ظهرت فيما بعد مهيئة مستقبله الموسيقي كموسيقار منفرد، حيث قام سنة 1970 م بتأليف موسيقى لعدة أفلام وثائقية.
سنة 1973 م كانت سنة انطلاق الحياة العملية المنفردة لفانجيليس، خصوصا بعد مشروع «فناء الحيوانات» (L'Apocalypse des Animaux) الذي قدمه في نفس السنة، فعد هذا المشروع قدم أول ألبوم من ألبوماته المنفردة والذي سماه «الأرض» (Earth)، بعدها انتقل إلى لندن وفيها أخرج عدة ألبومات في الفترة ما بين 1974 و1983 م منها «الجنة والجحيم» (Heaven and Hell)، «اللولب» (Spiral) سنة 1977 م، و«الصين» (China)، هذا الألبوم الأخير استعمل فيه آلات موسيقية آسيوية رغم أنه لم يذهب يوما قبل ذلك إلى الصين.
في سنة 1981 م ألف الموسيقى التصويرية لفلم «عربات النار» (Chariots of Fire)، حصل بها فانجيليس على جائزة الأوسكار لأفضل موسيقى تصويرية، فقد فاقت تلك الموسيقى كل التوقعات وجعلت الفيلم يحصل على العديد من الجوائز.
في سنة 2002 م ألف فانجيليس النشيد الرسمي لبطولة كأس العالم لكرة القدم. آخر أعمال هذا الفنان هو الموسيقى التصويرية لفيلم «ألكسندر» (Alexander) عام 2004 م وفيلم إل غريكو (El Greco) عام 2007 م.
في سنة 2011 م قدم فانجيليس حفلا موسيقيا كبيرا تحت عنوان «الأمل» في العاصمة القطرية الدوحة بمناسبة افتتاح المسرح المكشوف في الحي الثقافي كتارا. وكانت هذه المناسبة تكريماً لمنتدى الأمم المتحدة الرابع لتحالف الحضارات وشهد الافتتاح حضورا رفيع المستوى من رؤساء الدول وعدد من الشخصيات الدولية.

## الألبومات
- 1973: Earth
- 1973: L'Apocalypse des animaux
- 1975: Heaven and Hell
- 1976: Albedo 0.39
- 1977: Spiral
- 1978: Odes (مع إيرين باباس)
- 1979: China
- 1979: Opera Sauvage
- 1980: Short Stories (مع جون أندرسون)
- 1980: See You Later
- 1981: عربات النار
- 1981: The Friends of Mr Cairo (مع جون أندرسون)
- 1983: Antarctica
- 1983: Private Collection (مع جون أندرسون)
- 1984: Soil Festivities
- 1985: Mask
- 1985: Invisible Connections
- 1986: Rapsodies (مع إيرين باباس)
- 1988: Direct
- 1990: The City
- 1991: Page of Life (مع جون أندرسون)
- 1992: 1492: فتح الجنة (ألبوم)
- 1994: Blade Runner
- 1995: Voices
- 1996: Oceanic
- 1998: El Greco
- 2001: Mythodea
- 2004: Alexander
- 2007: Blade Runner Trilogy
- 2007: El Greco OST

## وصلات خارجية
- فانجيليس على موقع IMDb (الإنجليزية)
- فانجيليس على موقع ألو سيني (الفرنسية)
- فانجيليس على موقع ميوزك برينز (الإنجليزية)
- فانجيليس على موقع أول موفي (الإنجليزية)
- فانجيليس على موقع قاعدة بيانات الأفلام السويدية (السويدية)
- فانجيليس على موقع إن إن دي بي (الإنجليزية)
- فانجيليس على موقع أول ميوزيك (الإنجليزية)
- فانجيليس على موقع ديسكوغز (الإنجليزية)
- فانجيليس على موقع ديسكوغز (الإنجليزية)
- فانجيليس على موقع قاعدة بيانات الفيلم (الإنجليزية)
- (بالعربية) بيوغرافيا الملحن فانجيليس ونبذة عن أعماله (باللغة العربية)
- (بالإنجليزية) موقع غير رسمي لفانجيليس Elsewhere